# Западно-Болгарское царство
Западно-Болгарское царство (970—1018 годы) — традиционное наименование Первого Болгарского царства в период, когда северо-восток был уже захвачен Византией до окончательного его падения в 1018 году. В историографии сегодняшней Северной Македонии государство именуется как Царство Самуила (макед. Самоилово царство), чем делается попытка подчеркнуть неболгарский (македонский) статус государственности, что вызывает оживлённую дискуссию.

## Предыстория
В 968 году северо-восточная часть Болгарии была занята войсками Киевской Руси во главе с князем Святославом Игоревичем. Вскоре, в 970 году на Болгарию напала и Византия. Князь Святослав заключил союз с болгарским царём Борисом II, но был разбит византийцами. После этого остатки его войска отступили в Киев, а византийские войска во главе с императором Иоанном Цимисхием заняли столицу Преслав и северо-западные области Болгарии, царь Борис II и его младший брат Роман были взяты в плен. Император Иоанн Цимисхий объявил, что Болгария присоединена к Византии.
После падения Преслава столица царства переместилась на запад. Сначала постоянной столицы как таковой не было, в разное время источники упоминают Скопье и Преспу. Окончательно столицей стал город Охрид, находящийся на территории современной Северной Македонии. Получившееся государство просуществовало почти полвека и традиционно называется в русской историографии Западно-Болгарским царством.

## Правители
Поскольку болгарский царь Борис II находился в византийском плену, то первоначально в неоккупированной части Болгарии воцарилась анархия, но постепенно на первый план выдвинулись братья-комитопулы Давид, Моисей, Аарон и Самуил. Они признавали верховную власть Бориса II (хотя тот и находился в плену и не мог править страной) и пытались бороться с византийскими войсками. Пользуясь тем, что в Византии после смерти императора Иоанна Цимисхия военачальник Варда Склир поднял мятеж, комитопулы начали наступление на Византию. Основную роль в этих действиях играл Самуил. Старшие братья Давид и Моисей погибли в начале борьбы. Аарон не предпринимал особых действий. В 976 году Самуил обвинил Аарона в сношениях с Византией и, в ходе войны с ним, убил. В 977 году царь Борис II был случайно убит, его младший брат Роман сумел бежать из византийского плена, после чего Самуил признал Романа новым болгарским царём. При этом Самуил, оставляя Роману титул царя, осуществлял всё руководство страной. К 986 году Самуил, оставшись последним из братьев-комитопулов, утвердил своё господство в Южной Македонии и в Фессалии.

## Борьба с Византией
После того как комитопулами была восстановлена власть в западной части Болгарии, Византия не прекращала попыток завоевать этот остаток Болгарского царства. Так в 986 году император Василий II пытался завоевать западные земли Болгарии и осадил Софию, но не преуспел в этом. В 991 году Василию II удалось взять в плен болгарского царя Романа.
После 1001 года Византия непрерывно воевала с Болгарией. В 1004 году Василий ІІ, взял Видин, разбил армию царя Самуила возле Моравы и взял приступом Скопье. 29 июля 1014 года Василий II одержал крупную победу над болгарами, взял 15 тысяч пленных, приказал ослепить их (на каждую сотню ослеплённых был оставлен один поводырь, ослеплённый только на один глаз) и отправить их в таком виде в Болгарию. Это событие вызвало смерть царя Самуила. Вскоре после этого византийские войска заняли Охрид, а часть знати перешла на сторону Византии. Новый царь, Гавриил Радомир пытался организовать оборону, ему даже удалось разбить армию Теофилакта Вотаниата, но в 1015 году Василий II предпринял новый поход в Болгарию.

## Падение царства
Считается, что Василий II связался с двоюродным братом Гавриила, Иваном Владиславом и предложил ему свергнуть Гавриила в обмен на мир с Болгарией. В 1015 году Гавриил был убит, а Иван Владислав провозгласил себя царём Болгарии. Однако мир был недолгим. В 1016 году Византия снова вторглась в остатки Болгарии. В 1018 году в битве при Дураццо царь Иван Владислав был убит. После этого болгарская знать, включая царицу Марию (вдову Ивана Владислава), сдалась византийцам под гарантию личной неприкосновенности. После этого остатки Болгарского царства были окончательно оккупированы Византией.